# Onthophagus kashmirensis
Onthophagus kashmirensis là một loài bọ cánh cứng trong họ Bọ hung (Scarabaeidae).